# Xarim Aresté
Xarim Aresté (Flix, Ribera d'Ebre, 1983) és un músic i escriptor català. Ha publicat diversos discs en solitari i també ha fet una col·laboració amb Gerard Quintana per a Tothom ho sap (2014). Després d'haver escrit els poemaris Catacumba Umbilical i Les fugues de la font del Temple, el 2022 va publicar la novel·la Tanit i les guerres púniques (Columna Edicions).

## Biografia
Només tenia tretze anys quan va muntar, a Flix, la seva primera banda de punk, Ratera, seguida de Dog Hair, Mala Sang i encara alguna més. Tot just aterrat a Barcelona, es va enrolar al projecte de rumba postmoderna Pantanito, que compaginava amb el garatge de Monoxide Pills. Tota aquesta energia es va projectar en el seu primer gran projecte personal, Very Pomelo, banda amb la qual va publicar tres discos de rock'n'roll el 2010, 2011 i 2012.
Paral·lelament, Xarim Aresté ha col·laborat amb artistes com Sanjosex, Maika Makovski, Paul Fuster i Antonio Arias. Amb Sopa de Cabra va participar el 2011 com músic de gira, i el 2014 va tornar amb un disc de col·laboració, produït per Aresté i Gerard Quintina.
Més tard va iniciar el seu projecte en solitari, amb el disc Lladregots (2013). A La rosada (2015), el seu segon àlbum, aparca la forma habitual de tocar la guitarra per relacionar-se d'una altra manera, nova, fresca, amb el seu instrument de sempre. La guitarra no reclama protagonisme, sinó que esdevé coixí, al servei de les necessitats de cada cançó. El disc, a més, va acompanyat d'un CD de regal, Cine Ebro: disset miniatures musicals que podrien ser bandes sonores de pel·lícules imaginàries, un experiment colorista que en Xarim ha volgut ubicar al vell cinema de Flix.
El 2017 va presentar Polinèsies, el seu tercer àlbum en solitari. En octubre de 2017 va presentar «Indomables» amb el videoclip del primer single de l'àlbum. Aquest videoclip va ser rodat a Mallorca i presenta els entorns de Cap de Formentor.
Després va experimentar amb diferents formats de música. El 2018 va publicar el EP Groc amb només quatre cançons, i l'any vinent va tornar amb l'àlbum El nus i altres mons i 16 peces musicals d'un pop experimental. Els sis últims temes és electrònica i free jazz.
La primavera de 2020 va presentar un nou EP, Mercuri, per la seva pròpia producció., i el 2024 Un idioma nou (RGB Suports, 2024).

## Discografia
La seva discografia inclou diversos àlbums i dos EPs en solitari i també col·laboracions amb altres artistes:
En solitari
- 2013: Lladregots, Chesapik
- 2015: La rosada, Bankrobber
- 2017: Polinèsies, Bankrobber
- 2018: Groc (EP), Bankrobber
- 2019: El nus i altres mons, U98 Music
- 2020: Mercuri (EP),[11] U98 Music
- 2021: Marx Esteria de la Franja, RGB Suports
- 2022: Ses entranyes, RGB Suports
- 2024: Un idioma nou, RGB Suports

Col·laboracions
- 2014: Tothom ho sap (amb Gerard Quintana), Promo Arts Music
- 2017: El disc de La Marató 2017 (diversos artistes), TVC Disc

## Premis i reconeixements
- 2015: 21è Premi Cerverí de lletres per a cançó per A l'Univers li sua[12]
- 2017: Premi Núvol de poesia i cançó[13]
- 2018: Premi MIN de la Música Independent[14] (àmbit estatal) al Millor Disc de l'Any en Català pel seu àlbum "Polinèsies". La cerimònia de lliurament va tenir lloc al Teatro Circo Price de Madrid, on el músic de Flix va dedicar el premi "a tots els encausats per pensar i per cantar".[15]